# جو جيل
جو جيل (بالإنجليزية: Joe Gill)‏ هو فنان قصص مصورة أمريكي، ولد في 13 يوليو 1919 في سكرانتون في الولايات المتحدة، وتوفي في 17 ديسمبر 2006 في Seymour, Connecticut ‏ في الولايات المتحدة.